# Macchi C.202
Мacchі C.202 Folgore (італ. Macchi C.202 Folgore) — одномісний італійський винищувач часів Другої світової війни . Літак розроблений в конструкторському бюро компанії Aeronautica Macchi під керівництвом . Винищувач C.202 є глибокою переробкою конструкції Macchi C.200 під німецький двигун Daimler-Benz DB 601. Серійне виробництво літака тривало з червня 1941 по вересень 1943 . Усього було випущено близько 1150 літаків.

## Історія розробки
У другій половині тридцятих років XX століття Regia Aeronautica зіткнулася з низкою серйозних проблем, оскільки протягом тривалого часу командування ВПС Італії, окрилене успіхами своєї авіації під час громадянської війни в Іспанії, не надавало значення модернізації авіаційного парку. У ті роки основу парку італійських ВПС складали біплани Fiat CR.32 та тримоторні бомбардувальники Savoia-Marchetti SM.79 Sparviero та Savoia-Marchetti SM.81 Pipistrello.Бойові зіткнення з новітніми французькими та британськими літаками на початковому етапі Другої світової війни виявили суттєві недоліки прийнятої на озброєння техніки. Через великі великі втрати глава ВПС Джузеппе Валл був усунутий зі своєї посади, але в його місце було призначено генерала Франческа Приколо.
У зв'язку з цим у 1939 році розпочався перший етап переозброєння — у серію були запущені Fiat CR.42 Falco, Fiat G.50 Freccia та Macchi C.200 Saetta. Ці літаки були оснащені двигуном повітряного охолодження Fiat A.74 RC.38 з радіальним розташуванням циліндрів, який вже на момент введення в серійне виробництво вважався морально застарілим через свою порівняно невисоку потужність (840—870 к. с.). Для виправлення ситуації з двигуном компанією Alfa Romeo було придбано права на виробництво німецького V12 двигуна водяного охолодження Daimler-Benz DB 601 з лінійним розташуванням циліндрів, що мав більшу потужність і простоту у виготовленні (надалі ці двигуни італійського виробництва отримали назву RA.1000 RC.41). Крім того, одним із перших рішень генерала Приколо стало закриття проєкту розробки компанією Fiat лінійного двигуна A.38 та переведення потужностей заводу на виробництво того ж DB 601.
Іншим виявленим недоліком італійських винищувачів виявилася слабкість авіаційного озброєння — всі вони оснащувалися, як правило, двома 12,7 мм кулеметами Breda-SAFAT . Всі ці недоліки планувалися усунути розробки нових італійських винищувачів Reggiane Re.2001, Caproni Vizzola F.4 і Macchi C.202.

Macchi C.202 M.M.445 (прототип)

Маріо Кастольді, генеральний конструктор компанії Aeronautica Macchi, ухвалив рішення вдосконалити під вимоги, що вже перебував у серії, одномоторний винищувач Macchi C.200. Цей літак, незважаючи на малопотужний двигун Fiat A.74 RC.38, представлявся дуже вдалою машиною з гарною маневренністю та простотою в управлінні. Тому в прототипі майбутнього винищувача від попередника були запозичені крила, хвостове оперення та стійки шасі, але повністю був перероблений фюзеляж, який отримав ліхтар напіввідкритого типу. Двигун Daimler-Benz DB 601 був встановлений на зварні опори, до його валу через втулку кріпився повітряний гвинт змінного кроку Piaggio P.1001. Над мотором розташовувалися два 12,7-мм синхронізовані кулемети Breda-SAFAT, а також збірки для гільз, традиційні для італійських літаків тієї пори. За двигуном був розташований охолоджувач мастила, у прямокутному обтічнику під фюзеляжем кабіни розташовувався основний радіатор. Таке розташування радіатора було нетиповим для винищувачів на той час, що призвело надалі до виникнення додаткових труднощів при керуванні літаком, але анітрохи не позначилося на льотних якостях машини.
Через кілька місяців було збудовано прототип нового літального апарата. 10 серпня 1940 року у Лонате-Поццоло поблизу Варесе він здійснив перший політ під керівництвом льотчика-випробувача Гвідо Карестіато. Незабаром досвідчений зразок, якому було присвоєно номер M.M.445, вирушив на льотні випробування до Гуїдонії-Монтечельо поблизу Риму. Там він був позитивно оцінений льотчиками-випробувачами і отримав від них добрі рекомендації . Літак розвивав граничну швидкість 596 км/год, що на 90 км/год перевищувало поріг для Macchi C.200. Крім того, Macchi C.202 мала практичну стелю в 11 500 м (на 800 м більше попередника), але найбільшого прогресу було досягнуто в швидкопідйомності — для підйому на 6000 м нової моделі потрібно лише 6 хвилин 26 секунд, тобто на хвилину швидше за Macchi. C.200.
Паралельно з цим проектом компанією Reggiane був розроблений літак Reggiane Re.2001, проте командування Regia Aeronautica зробило основну ставку на виробництво Macchi C.202 через меншу вартість останнього (600 000 і 525 000 лір, відповідно) і меншу масу (2350 кг у Macchi C.202 і 3240 кг у Reggiane Re.2001) . Завдяки показаним винищувачем результатам 
Aeronautica Macchi в найкоротші терміни отримала замовлення на серійне виробництво Macchi C.202. Для прискорення переозброєння ВПС замовлення також отримали компанії Breda Meccanica Bresciana і SAI-Ambrosini, на заводах яких вже випускався Macchi C.200.

## Оператори
Італія